# 生駒市立生駒東小学校
生駒市立生駒東小学校（いこましりつ いこまひがししょうがっこう）は、奈良県生駒市にある公立小学校である。1973年4月に、近鉄東生駒住宅地の中に開校する。2010年現在、敷地は住宅に囲まれており住宅街が延々と続いている。

## 沿革
- 1973年4月 - 生駒市立生駒小学校より分離、開校

## その他
- 学校のシンボルは菜の花である。
- 省略して「東小」（とうしょう）と呼ばれることもある。
- 体育館は市内で一番狭い。

## 通学区域が隣接している学校
- 生駒市立生駒小学校
- 生駒市立桜ヶ丘小学校
- 奈良市立富雄第三小学校
- 生駒市立壱分小学校
- 生駒市立生駒南小学校
- （大阪府）東大阪市立枚岡東小学校
- （大阪府）東大阪市立石切東小学校